# Charlotte Perkins Gilman
Charlotte Perkins Gilman (Hartford, 3 luglio 1860 – Pasadena, 17 agosto 1935) è stata una sociologa, scrittrice, poetessa ed economista statunitense, e un'importante femminista utopista.
Per le sue idee e il suo stile di vita non convenzionali, è diventata un modello per le future generazioni femministe. La sua opera maggiormente conosciuta oggi è La carta da parati gialla (The Yellow Wallpaper, 1890), un racconto semi-autobiografico che scrisse dopo un duro periodo di depressione post-partum. Il suo saggio Women and Economics: a Study of the Economic Relationship Between Men and Women as a Factor in Social Evolution (1898), tradotto una sola volta in italiano nel 1902 da Carolina Pironti, con un'introduzione di Vernon Lee, col titolo La donna e l'economia sociale: studio sulle relazioni economiche tra uomini e donne come fattore di evoluzione sociale (Moschini, 2007), tradotto al tempo in sette lingue e continuamente riedito, è considerato uno dei testi fondamentali sull'origine della questione femminile e sulle relazioni economiche e sociali tra i sessi, che hanno determinato l'assegnazione sociale ad uomini e donne di ruoli e attività in base al sesso (Scott, 1985).

## Biografia

### Giovinezza
Charlotte Anna Perkins nacque il 3 luglio 1860 ad Hartford, Connecticut, da Mary Perkins (da nubile, Mary Ann Fitch Westcott) e Frederick Beecher Perkins, membro di una delle famiglie più note dell'America di quegli anni. Ebbe un solo fratello, Thomas Adie, di quattordici mesi più vecchio; il primogenito, Thomas Henry, nato il 15 marzo 1858, morì un mese dopo la nascita. Subito dopo aver dato alla luce Charlotte, il medico mise in guardia Mary: se avesse avuto altri figli, sarebbe potuta morire. Come conseguenza, Frederick se ne andò via di casa, lasciando la moglie e i figli in una condizione di indigenza. Non è chiaro se la dichiarazione del dottore fosse vera (nel gennaio 1866 Mary ebbe un quarto figlio, concepito durante una delle sporadiche visite del marito; il bimbo morì il settembre seguente), né se sia stata la ragione principale per l'abbandono da parte del marito del tetto coniugale; sta di fatto che Charlotte trascorse l'infanzia senza suo padre, che per lei fu un estraneo, lontano e assente.
Dal momento che Mary non era in grado di sostentare da sola la famiglia, i Perkins facevano spesso visita alle zie paterne, ovvero Isabella Beecher Hooker, una suffragetta, Harriet Beecher Stowe, autrice de La capanna dello zio Tom, e Catharine Beecher. La loro precaria situazione economica li costrinse a trasferirsi per ben diciannove volte in soli diciotto anni. A causa dell'abbandono da parte del marito e dello stato di povertà in cui versavano, la madre non era affettuosa con i suoi figli. Per evitare che venissero feriti, come era accaduto a lei, proibì loro di costruire solide amicizie o di leggere. Nella sua autobiografia, The Living of Charlotte Perkins Gilman, Charlotte raccontò che la madre le mostrava affetto soltanto quando pensava che dormisse.
Anche l’istruzione di Charlotte fu incostante: frequentò sette scuole diverse, per un totale di soli quattro anni, terminando gli studi appena quindicenne. Tuttavia, pur vivendo un’infanzia di isolamento e solitudine, Charlotte andava spesso alla biblioteca pubblica; si unì alla Society for the Encouragement of Studies at Home dove leggeva avidamente libri di storia e di civiltà antiche. Venne influenzata dall’amore che suo padre nutriva per la letteratura: l'unico ruolo che Frederick rivestiva nella vita della figlia era proprio quello di consigliarle dei libri da leggere. In qualità di padre e bibliotecario, le suggeriva i testi che l'avrebbero preparata meglio a vivere in società. Di fatto, furono le difficoltà che segnarono la sua infanzia ad aiutare Charlotte a fronteggiare la vita: favorirono in lei uno spirito incredibilmente forte, un risoluto desiderio di indipendenza, ed una persistente devozione per il duro lavoro.
Gilman trascorse gran parte della sua giovinezza a Providence, Rhode Island. I suoi amici erano perlopiù ragazzi, e lei stessa non si vergognava, per i suoi tempi, di definirsi un “maschiaccio”. La sua naturale intelligenza e la vastità delle sue conoscenze colpirono sempre i suoi insegnanti, i quali, tuttavia, erano delusi dal fatto che fosse una studentessa mediocre. La sua materia preferita era la “filosofia della natura”, ciò che in seguito sarebbe stato conosciuto come “fisica”. Nel 1878, a diciotto anni, si iscrisse alla Rhode Island School of Design, finanziata dal padre assente. In seguito, iniziò a mantenersi da sola realizzando biglietti di auguri, volantini e biglietti da visita, insegnando arte e dando lezioni private ai bambini. Era anche pittrice: cominciò dipingendo degli acquerelli, specialmente di fiori, e riuscì a venderne qualcuno.

### Età adulta
Nel 1882, dopo una relazione di quattro anni con l'amica di vecchia data Martha Luther, Charlotte incontrò Charles Walter Stetson, un giovane artista di Rhode Island che le chiese subito di sposarlo. Dopo aver inizialmente declinato la sua proposta perché convinta che il matrimonio avrebbe messo fine alla sua indipendenza e l'avrebbe resa di scarsa utilità per la società come qualsiasi altra donna sposata (poco dopo la dichiarazione di Stetson scrisse An Anchor to Windward giustificando la sua scelta di rimanere single), nel 1884 Charlotte, innegabilmente coinvolta in quella relazione, accettò di unirsi a lui. La loro unica figlia, Katharine Beecher Stetson, nacque appena dieci mesi e mezzo dopo, il 23 marzo 1885.
Dopo la nascita di Katharine, la depressione che l'affliggeva sin dai primi mesi di matrimonio si aggravò; Charlotte appariva pericolosamente abbattuta, tanto che un'amica le finanziò un soggiorno di sei settimane presso una casa di cura di Filadelfia. Quando tornò a casa, provò a seguire le istruzioni dei dottori; tuttavia, nel giro di qualche settimana, si trovò sull'orlo di un esaurimento nervoso. Questa era un’epoca in cui le donne venivano viste come degli esseri “isterici” e “nervosi”; le diagnosi di isteria proliferavano, e quando una donna sosteneva di essere gravemente malata dopo aver partorito veniva bollata come invalida.
Nel 1888 Charlotte si separò dal marito e si trasferì con la figlia a Pasadena, California, dove la sua carriera prosperò. Nonostante avesse tentato di scrivere una manciata di poesie e di articoli durante i primi anni di matrimonio, fu in California che sviluppò le sue doti di scrittrice, tanto che solo nel 1890 scrisse trentatré articoli ed oltre venti poesie. Si interessò al movimento nazionalista di Edward Bellamy, autore di Guardando indietro, 2000-1887 (Looking Backward, 2000-1887), il cui obbiettivo era quello di eliminare le ingiustizie sociali estendendo la democrazia e propugnando il socialismo, attraverso un cambiamento pacifico, graduale ed evoluzionale, ripudiando inoltre la nozione marxista di lotta di classe e sostenendo l'etica cristiana di cooperazione fondata sull'amore e l'assenza di competizione. In California, Gilman iniziò anche a tenere conferenze e discorsi pubblici presso alcuni club femminili e fu attiva in varie organizzazioni femministe e riformiste, come la Pacific Coast Women’s Press Association (PCWPA), la Woman’s Alliance, il Working Women's Club, l’Economic Club, il Century Club, la Ebell Society, la Parents Association, e lo State Council of Women. Dedicò la maggior parte del suo tempo alla PCWPA, al punto che nel settembre del 1893, dopo un anno da vice, fu eletta presidentessa dell'associazione. Curò l'edizione del Bulletin, il giornale dell'organizzazione, che presto rinominò Impress, spendendovi tutti i suoi risparmi e le sue energie.
Complici la continua lotta alla povertà e le pretese della sua promettente ma poco remunerativa carriera, nel 1894, l'anno del definitivo divorzio da Stetson, Gilman mandò la figlia ad est a vivere con il suo ex marito e la sua seconda moglie, Grace Ellery Channing, una sua carissima amica. Nelle sue memorie, Charlotte riportò che era felice per la coppia: "la seconda mamma di Katharine" andava bene quanto quella biologica, e forse era anche migliore, dal momento che la prima non aveva un compagno, era una gran lavoratrice ed era sempre sotto pressione. Charlotte aveva idee progressiste in quanto ai diritti paterni e riconosceva che il suo ex marito sentisse la mancanza di Katharine ed avesse il diritto di stare in compagnia della figlia; Katharine stessa, d'altro canto, aveva il diritto di conoscere ed amare suo padre. Nonostante sentisse di aver preso la decisione giusta, la lontananza dalla figlia le provocò un'enorme sofferenza.
Nel 1893 morì sua madre e due anni dopo decise di lasciare la California e tornare ad est per la prima volta in otto anni. Contattò Houghton Gilman, un cugino di primo grado di sette anni più giovane, che non vedeva da molto tempo e che lavorava a Wall Street come avvocato. Mentre Charlotte viaggiava per tenere conferenze, i due intrattenevano una fitta corrispondenza epistolare. Dopo i primi due mesi di scambio epistolare, durante i quali approfondirono la loro reciproca conoscenza, iniziò un chiaro corteggiamento ed è evidente che Charlotte fosse molto interessata a lui: durante questa prima fase, durata fino all'inizio del 1898, Gilman lavorava duramente, in modo frenetico e straordinariamente fruttuoso. Dal loro matrimonio, avvenuto nel 1900, e fino al 1922, vissero a New York. Il loro rapporto, durato felicemente per trentaquattro anni, non fu niente di paragonabile a quello tra Charlotte e Charles. Nel 1922, la coppia si spostò da New York alla vecchia proprietà di Houghton a Norwich, Connecticut, dove Gilman continuava a scrivere e, di tanto in tanto, teneva conferenze. Nel 1934, a seguito della morte improvvisa del marito per emorragia cerebrale, Charlotte tornò a Pasadena, California, dove risiedeva la figlia.
Nel gennaio 1932 a Charlotte venne diagnosticato un carcinoma mammario incurabile. Sostenitrice dell’eutanasia per i malati terminali, si suicidò il 17 agosto 1935 ingerendo un’overdose di cloroformio. Sia nella sua autobiografia che nel provocatorio biglietto lasciato al momento del suicidio, scrisse che “preferì il cloroformio al cancro”. Morì serena, facendo della sua morte, come della sua vita, una "scelta di servizio sociale".

## Carriera
Sin dall'adolescenza, Charlotte Perkins Gilman si cimentò in diversi lavori, compresi l'insegnante, la tutrice e, per breve tempo, la cassiera. Fu addetta alle vendite per una compagnia di lavorazione del marmo, dipinse e vendette carte intestate, cucì tende e rammendò vestiti per le amiche; realizzò volantini pubblicitari per la vendita dei prodotti per il bucato della Kendall Soap Company. Tuttavia, nonostante avesse talento, Charlotte non pensò mai di perseguire una carriera artistica. Dopo essersi trasferita a Pasadena, divenne un’attiva organizzatrice di movimenti di riforma sociale, avendo a cuore, in particolare, i movimenti delle donne e quelli nazionalisti. Come delegata, nel 1896 rappresentò la California, sia alla Suffrage Convention a Washington, che all’International Socialist and Labor Congress che si tenne in Inghilterra.
Nel 1890 Charlotte era stata introdotta nel movimento dei club nazionalisti, un terzo dei quali formatosi proprio in California (il primo club, invece, si era costituito a Boston nel 1888). In California, più che a Boston, i membri erano soprattutto donne. Il pensiero nazionalista, infatti, sottolineava valori tradizionalmente femminili come l'attività associativa, cooperativa, l'amore reciproco e l'interrelazione, rigettando tratti prettamente maschili come l'individualismo e il materialismo. Il movimento, inoltre, operava per porre fine all’avidità del capitalismo e alle distinzioni di classe, proponendo, d’altro canto, l'avvento di un genere umano migliore, pacifico, etico, democratico e realmente progressista. Le sue conferenze la portarono alla ribalta a livello locale, ma furono le sue poesie che la resero la voce della nazione, o meglio dei nazionalisti. Pubblicata sulla rivista Nationalist nell'aprile del 1890, la sua poesia, Similar Cases, la fece proclamare "poetessa del Nazionalismo": il testo costituiva una critica satirica di coloro che resistevano al cambiamento sociale; canzonava i conservatori che, a loro volta, avevano deriso i riformisti e le loro idee. Nel corso di quello stesso anno, il 1890, la sua carriera prese il via. Nel giugno, Charlotte venne avvicinata da una donna che le chiese di parlare al club nazionalista di Pasadena, avviando così la sua attività di conferenziera. Nell'agosto, completò il suo racconto più famoso, The Yellow Wallpaper, mentre nel solo mese di settembre scrisse quindici diversi lavori: saggi, poesie, e l'inizio di una novella. La sua carriera di scrittrice e conferenziera stava decollando, così come il suo attivismo sul piano del movimento nazionalista. Si guadagnò l’attenzione del pubblico anche grazie al suo primo volume di poesia, In This Our World, pubblicato da due socialisti di Oakland nell'autunno del 1893 e contenente settantacinque poesie divise in tre sezioni riguardanti i tre interessi principali di Charlotte: "The World" ("Il Mondo"), "Woman" ("Donna"), e "Our Human Kind" ("Il Nostro Genere Umano").

### La carta da parati gialla

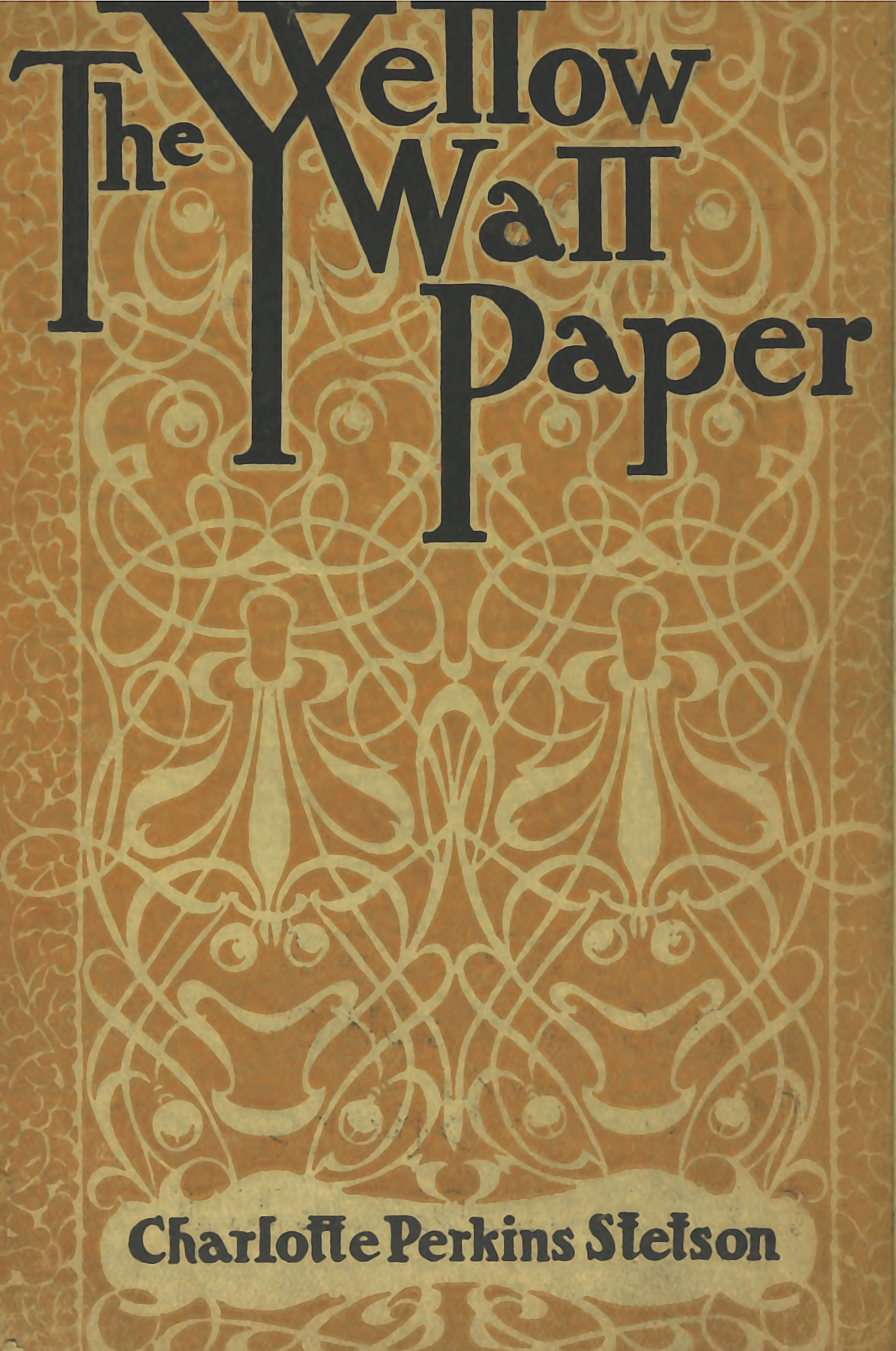
Copertina originale di The Yellow Wall Paper (La carta da parati gialla)

Sebbene non sia il primo né il più lungo dei suoi lavori, il racconto La carta da parati gialla, best seller della Feminist Press, è senza dubbio l’opera più famosa di Charlotte Perkins Gilman. Lo scrisse nel giugno 1890 nella sua casa di Pasadena, e venne pubblicato nel gennaio 1892 nel primo numero annuale del New England Magazine. Fin dalla sua prima edizione questo racconto, tradotto nel corso degli anni in varie lingue tra cui il finlandese e l'ebraico, è stato inserito in numerose collezioni di letteratura americana e in manuali per corsi di studi di genere, anche se non sempre nella sua forma originale. Per esempio, molti libri di testo omettono l’espressione “in marriage” ("nel matrimonio") da una riga fondamentale all’inizio della storia, cambiandone radicalmente il significato. Dopo aver dichiarato che c'è qualcosa di strano nella casa che hanno preso in affitto, la narratrice sottolinea: "John laughs at me, of course, but one expects that in marriage" (“John ride di me, naturalmente, ma una deve aspettarselo nel matrimonio"). Il motivo di questa omissione è ancora dibattuto, dal momento che le opinioni di Charlotte sul matrimonio vengono dichiarate esplicitamente nel corso della storia.
Il racconto, presentato in prima persona, narra di una giovane madre affetta da depressione. Il marito e medico John ha preso in affitto una villetta per l'estate, ma, chiusa nella camera da letto e costretta alla totale inattività per il bene della sua salute mentale, la narratrice diventa ossessionata dalla disgustosa carta da parati gialla della stanza, fino alla follia. Gilman scrisse questa storia per sensibilizzare le persone sul ruolo delle donne nella società, mostrando come la mancanza di autonomia femminile sia dannosa per la loro salute mentale, sentimentale e fisica. Per questo racconto, definito come semi-autobiografico, Charlotte attinse alla sua personale esperienza di depressione e al trattamento che le riservava il primo marito. Anche la narratrice della storia deve sottostare a ciò che il marito richiede, nonostante la presunta cura che le prescrive entri in diretto contrasto con ciò di cui lei ha veramente bisogno – stimoli mentali e la libertà di fuggire dalla monotonia della stanza in cui è confinata.
La carta da parati gialla, infine, fu una risposta al dottor Silas Weir Mitchell, che aveva cercato di curare Charlotte dalla depressione attraverso la “cura del riposo”. Alla base di questa vi era la supposizione che le donne fossero intellettualmente inferiori agli uomini e che la causa dell'isteria risiedesse nell'utilizzo eccessivo della mente. Una totale dipendenza dalla volontà e dall'autorità del medico stavano quindi alla base della cura, di qui l'isolamento e il divieto di una compagnia allegra.

### Altre opere di rilievo
Il primo libro di Charlotte Perkins Gilman fu Art Gems for the Home and Fireside (1888), un volume illustrato di circa cento pagine comprendente quarantanove artisti; tuttavia, fu il suo primo volume di poesie, In This Our World (1893), una raccolta di poesie satiriche, che la portò ad essere ampiamente apprezzata. Nel ventennio successivo, acquisì gran parte della sua notorietà grazie a conferenze sulle questioni femminili, sull’etica, il lavoro, i diritti umani, e la riforma sociale. Nella sua narrativa, fece spesso riferimento a queste tematiche e, negli scorsi anni Novanta, risultava al sesto posto nella classifica delle dieci donne più influenti dell'America del ventesimo secolo (secondo una ricerca condotta dal Siena Research Institute).
Tra il 1894 e il 1895, Gilman lavorò come curatrice della rivista The Impress (precedentemente il Bulletin), un settimanale pubblicato dalla Pacific Coast Women’s Press Association con l'obbiettivo di renderlo un buon settimanale per famiglie, vario ed interessante. Per le venti settimane in cui la rivista fu pubblicata, Charlotte vi contribuì in modo soddisfacente con poesie, editoriali, ed altri articoli. La rivista ebbe vita breve a causa del pregiudizio sociale contro il suo modo di vivere, compresi il fatto che fosse una madre anticonvenzionale ed una donna divorziata. Dopo un tour di conferenze durato quattro mesi che finì nell’aprile del 1897, Charlotte iniziò a pensare più a fondo alle relazioni sessuali ed economiche nella vita americana, giungendo a completare la prima bozza di Women and Economics (1898). Ristampato ripetutamente e tradotto in sette lingue, questo libro tratta del ruolo delle donne in casa, proponendo cambiamenti nel modo di crescere i figli e di dedicarsi alle faccende domestiche, al fine di alleggerire le pressioni a cui vengono sottoposte le donne e, potenzialmente, permettendo loro di estendere il loro lavoro alla sfera pubblica. Il libro portò Gilman alla luce della ribalta internazionale: nel 1904, tenne un discorso all’International Congress of Women a Berlino, e, l’anno successivo, fece il giro di Inghilterra, Paesi Bassi, Germania, Austria, e Ungheria, tenendo numerose conferenze.
Nel 1903, Charlotte Perkins Gilman pubblicò uno dei suoi libri più acclamati dalla critica, The Home: Its Works and Influence, che ampliava molte delle sue posizioni in Women and Economics. In The Home, l'autrice sosteneva che le donne erano oppresse nelle loro case e che l’ambiente oppressivo in cui vivevano doveva essere modificato per la salute del loro stato mentale.
Tra scrivere e viaggiare, la sua carriera letteraria era assicurata. Dal 1909 al 1916, Gilman scrisse da sola e pubblicò il mensile The Forerunner, in cui apparve parte della sua produzione letteraria: ogni numero offriva ai lettori almeno un racconto, alcuni versi, un romanzo a puntate, vari saggi, un sermone o due, un pezzo satirico, nonché commenti e recensioni. Presentando materiale che avrebbe “stimolato il pensiero”, “acceso la speranza, il coraggio e l’impazienza”, ed “offerto suggerimenti e soluzioni pratiche", Gilman voleva opporsi ai media tradizionali. La singolare unione di socialismo e femminismo rifletteva la fiducia che Charlotte riponeva in ogni essere umano al fine di contribuire alla società grazie ad un pensiero e ad un lavoro produttivi. I temi affrontati erano vari: dalla necessità di una riforma del vestiario femminile, ad un appello per la cura adeguata dei propri figli, ad un monito per le donne a godere della propria libertà riproduttiva ed economica. In sette anni e due mesi, la rivista produsse ottantasei numeri di ventotto pagine ciascuno; ebbe circa 1500 abbonati ed incluse opere ad episodi come What Diantha Did (1910), The Crux (1911), Moving the Mountain (1911), e Herland. Il Forerunner, inoltre, è stato citato per essere, forse, il maggior risultato della sua lunga carriera. Dopo i setti anni della rivista, tra il 1919 e il 1920, Gilman scrisse oltre trecento articoli per varie testate del New York Tribune, inclusi il Louisville Herald, The Baltimore Sun, e il Buffalo Evening News. La sua autobiografia, The Living of Charlotte Perkins Gilman, iniziata nel 1925, venne pubblicata postuma il 4 ottobre 1935.

## La cura del riposo
Charlotte Perkins Gilman sposò Charles Walter Stetson il 2 maggio 1884 e, meno di un anno dopo, diede alla luce una bambina, Katharine. Già soggetta alla depressione, i suoi sintomi furono inaspriti dal matrimonio e dalla maternità. Una buona parte delle sue pagine di diario relative agli anni in cui partorì la sua bambina e agli anni immediatamente successivi, descrivono il sopraggiungere di questa malattia e il modo in cui Charlotte la affrontò.
Il 18 aprile 1887, Gilman, la cui depressione si era acuita tanto da lasciare la casa coniugale e trascorrere una settimana di "riposo" dalla madre, nel suo diario scrisse che soffriva molto di una certa malattia mentale e che nessuno era in grado di capire quello che aveva passato negli ultimi cinque anni. Si prese dunque la decisione di mandare Charlotte a Filadelfia a seguire la cosiddetta "cura del riposo" presso il Dott. Silas Weir Mitchell. La sua amica di vecchia data J. Lewis Diman le donò generosamente i cento dollari che avrebbero coperto le spese per il trattamento. Il giorno seguente, martedì 19 aprile, Charlotte scrisse la sua ultima pagina di diario prima di partire; come ultime parole sostenne di aver iniziato a scrivere una descrizione di se stessa per il dottore.  Pensata per curare la depressione focalizzandosi sui suoi sintomi piuttosto che sulle sue cause, la cura prevedeva riposo forzato a letto e privazione di ogni svago e libertà.
Dopo un mese, il Dott. Mitchell, vedendo che non c'era niente che non andasse in lei, la rimandò a casa con delle istruzioni da seguire: doveva vivere una vita il più possibile domestica, tenere sua figlia tutto il tempo con sé, stendersi un'ora dopo ogni pasto, avere appena due ore di vita intellettuale al giorno, e non toccare mai più penna, matita o pennello. Charlotte provò a seguire i consigli di Mitchell per tutto il mese successivo, ma la depressione peggiorò e lei fu pericolosamente vicina ad un completo tracollo emotivo. Ciò che restava della sua sanità mentale era a rischio, tanto che iniziò a mostrare delle tendenze suicide che includevano parlare di pistole e cloroformio, come registrato nei diari del marito. All'inizio dell'autunno era ormai chiaro che per la coppia la separazione fosse inevitabile. A causa dell'impossibilità finanziaria di mantenere case separate, tuttavia, la separazione formale venne posticipata. Nel frattempo, Charlotte trascorse lunghi periodi di tempo lontana dal marito, che era devastato dalla rottura, dolorosa ma necessaria per permettere alla moglie di recuperare la stabilità mentale senza intaccare la sua vita e quella della figlia.
Charlotte e Katharine trascorsero gran parte dell'estate 1888 con Grace Channing a Bristol, Rhode Island. In una lettera indirizzata a Walter, Gilman scrisse con mordace franchezza che si sentiva molto meglio quando era lontana da lui. Si meravigliava di se stessa: non si era mai sentita infelice una sola volta da quando era partita, lui non le mancava e non le mancava casa. Si sentiva viva e provava nuovamente rispetto per se stessa.
Dopo essere tornata a Providence, nel settembre dello stesso anno, grazie alla vendita di una proprietà ad Hartford ricevuta in eredità da una zia, Charlotte guadagnò a sufficienza per riuscire a riaccompagnare Grace a Pasadena. Durante i primi mesi in California, Gilman mantenne se stessa e la figlia insegnando disegno. In dicembre, Walter la raggiunse, sperando in una riconciliazione: i suoi sforzi furono inutili. La separazione definitiva avvenne nel gennaio del 1890, quando Stetson fu chiamato al capezzale della madre morente. Fu in questo periodo che Charlotte riprese a scrivere il suo diario, benché sporadicamente. Nonostante alcune lacune, le pagine relative a quell'anno costituiscono un importante documento perché testimoniano la trasformazione che avvenne nella vita intellettuale di Charlotte. Mentre all'inizio riportavano ancora segni di scoraggiamento, afflizione ed apatia, sul finire dell'anno le sue parole mostravano un'incredibile crescita e stabilità, date da una ritrovata fiducia in se stessa. Il 1890 segnò l'inizio di uno dei periodi più produttivi della carriera di Gilman.

## Idee e teorie sociali

### "Reform Darwinism" e il ruolo delle donne nella società
Charlotte Perkins Gilman, oggi conosciuta come femminista, si definiva un’umanista. Sin dalle sue prime pagine di diario, dalle poesie, dalle lettere e dai racconti che scrisse da ragazza, fino alle sue ultime parole, ormai settantacinquenne, impiegò sempre le sue energie ed utilizzò le sue doti al fine di capire il mondo ed il suo posto nel mondo per poi estendere questa conoscenza agli altri. Attingendo all'antropologia, alla biologia, alla storia, alla sociologia, all'etica e alla filosofia, aspirava a comprendere le forme dell'evoluzione umana e della società con l'obbiettivo di capire il mondo al fine di cambiarlo. Credendo che l’ambiente domestico opprimesse le donne a causa delle idee patriarcali e maschiliste su cui si fondava la società dell'epoca, Gilman abbracciò la teoria del "reform Darwinism", sostenendo che le teorie di Darwin presentassero soltanto l’uomo, e non la donna, nel processo dell’evoluzione umana. Affermava che l’aggressività maschile e i ruoli materni fossero artificiali e, in tempi post-preistorici, non più necessari per la sopravvivenza. Come non si può parlare di un fegato femminile, secondo Charlotte non si può parlare nemmeno di un cervello femminile; il cervello, infatti, non è un organo sessuale.
L'idea principale di Gilman era che sesso ed economia familiare andassero di pari passo: una donna, per sopravvivere, dipendeva dalle risorse sessuali con cui soddisfaceva il proprio marito, cosicché lui supportasse finanziariamente l’intera famiglia. Nella società, le bambine erano costrette sin dall'infanzia ad un vincolo sociale che le preparava alla maternità, con giocattoli e vestiti pensati e commercializzati appositamente per loro. I giocattoli delle bambine, infatti, erano legati alla loro futura occupazione di madri e domestiche. Gilman, invece, sosteneva che non ci dovesse essere alcuna differenza nei vestiti che le bambine e i bambini indossavano, né nei giocattoli con cui giocavano o nelle attività che praticavano. Secondo questa logica, Charlotte descrisse i cosiddetti "maschiacci" come umani perfetti, giovani creature sane, non femminili fino al momento giusto per esserlo.
Gilman riteneva anche che i contributi delle donne alla civiltà, attraverso la storia, si fossero arrestati a causa di una cultura androcentrica. Credeva che il genere femminile, i cui contributi erano stati perlopiù ostacolati, fosse la metà sottosviluppata dell’umanità, e che un cambiamento fosse necessario per prevenire il deterioramento del genere umano. Gilman pensava che l’indipendenza economica fosse l’unica cosa che potesse realmente portare libertà alle donne, rendendole uguali agli uomini. Grazie all'indipendenza economica e alla presa di coscienza della loro importanza nell'evoluzione della specie umana, le donne avrebbero preso posto accanto agli uomini e la cultura androcentrica sarebbe stata sostituita da una cultura focalizzata sulla figura della madre, più in accordo con il vero corso evolutivo della natura umana.
Nel 1898, Charlotte Perkins Gilman pubblicò Women and Economics, un trattato teoretico in cui l'autrice sosteneva, tra le altre cose, che le donne erano soggiogate dagli uomini e che le faccende domestiche, la cucina, la cura dei figli, si erano trasformate in una professione. Alla donna ideale, non solo veniva assegnato un ruolo sociale che la chiudeva in casa, ma ci si aspettava pure che le piacesse, che fosse allegra e gioiosa, sorridente e di buon umore. Quando il rapporto sessuale-economico cessava di esistere, la vita sul fronte domestico sicuramente migliorava; spesso, infatti, la frustrazione nei rapporti derivava dalla mancanza di contatto sociale della moglie-domestica con il mondo esterno. Gilman si fece quindi portavoce di argomenti come le prospettive femminili sul lavoro, la riforma del vestiario, e la famiglia. Sosteneva che le faccende domestiche dovevano essere spartite in modo equo tra gli uomini e le donne, e che da giovani le donne dovevano essere incoraggiate all’indipendenza. In molte delle sue opere principali, come The Home (1903), Human Work (1904), e The Man-Made World (1911), Gilman era anche a favore del lavoro delle donne fuori casa, ribadendo che la maternità non doveva precluderne la possibilità.
Gilman riteneva che la casa dovesse essere ridefinita socialmente tenendo conto dei vari cambiamenti sociali e tecnologici. Suggerì delle modifiche a livello spaziale e di progettazione; per esempio, funzioni che fino ad allora erano state assegnate alla sfera privata (femminile), come le faccende domestiche e la cura dei figli, avrebbero dovuto essere spostate alla sfera pubblica (maschile). La casa, dall’essere un’entità economica dove la coppia sposata viveva insieme per vantaggio economico o necessità, doveva poi trasformarsi in un luogo in cui gruppi di uomini e donne potevano condividere una pacifica espressione di vita personale.
Gilman, infatti, credeva che l’avere uno stile di vita sano ed agiato non dovesse essere limitato alle sole coppie sposate; tutti gli esseri umani avrebbero dovuto avere una casa che forniva loro le dotazioni di base. Per questo motivo, propose la costruzione di un modello di abitazione in comune, aperto a uomini e donne, comprendente stanze, appartamenti e case. Questa disposizione avrebbe permesso ai singoli individui di vivere da soli, ma, nel contempo, avrebbe consentito loro di avere tutte le comodità e la compagnia di una famiglia. In tal modo, sia uomini che donne sarebbero stati totalmente indipendenti dal punto di vista economico e liberi di optare per il matrimonio senza che lo status economico del marito e della moglie dovesse cambiare. Gilman, inoltre, ridefinì gli spazi: rimosse la cucina, lasciando delle stanze da sistemare ed ampliare a piacimento, liberando quindi le donne dal provvedere ai pasti. La casa sarebbe diventata così una vera espressione personale dell’individuo che ci abitava. Da ultimo, questa riorganizzazione e questo modo di vivere avrebbero permesso ai singoli, e soprattutto alle donne, di diventare parte integrante della struttura sociale, in stretto, diretto, e permanente contatto con le necessità e i bisogni della società. Si sarebbe trattato di un cambiamento sensibile per le donne, le quali generalmente si consideravano limitate dalla vita familiare costruita sulla dipendenza economica dagli uomini.

### Teorie razziali
Come dichiarato in A Suggestion on the Negro Problem (1909) nel quattordicesimo volume dell'American Journal of Sociology, secondo Charlotte Perkins Gilman tra gli americani dell'epoca e le persone di colore si stava verificando una vera e propria "trasfusione di civiltà", certamente più complessa e problematica di una "trasfusione di sangue". Questi neri d'America erano stati deportati da una nazione lontana, da uno status ben inferiore rispetto a quello medio statunitense, ed erano stati introdotti in modo forzato nel sistema economico americano, come membri lavorativi della società. I risultati, tuttavia, si erano rivelati svantaggiosi. Affrontando questo problema degli Afroamericani, "alieni", "diversi", e per molti aspetti "inferiori", il cui status rappresentava una vera e propria ferita sociale, nello stesso articolo Gilman si interrogava sul modo in cui, nella stessa nazione, una "razza" A, progredita a livello 10 nell'evoluzione sociale, potesse promuovere nel modo migliore e più veloce possibile lo sviluppo di una "razza" B, evoluta a livello 4 ed incapace di svilupparsi abbastanza rapidamente così da adattarsi alla "razza" A. La soluzione proposta era che tutte le persone di colore al di sotto di un certo grado di civiltà, ossia coloro che non erano dignitosi, economicamente indipendenti, e progressisti, coloro che stavano degenerando in una percentuale sempre maggiore di criminalità e costituivano un peso reale per l'intera comunità, dovessero essere presi in carico dallo stato. Gilman proponeva una nuova organizzazione a beneficio e vantaggio di tutti: un miglior sistema educativo per i bambini, l'arruolamento, l'impiego in un sistema agricolo avanzato, o in altri settori al servizio diretto della collettività, ma non la schiavitù.
Charlotte Perkins Gilman, che dopo il divorzio da Stetson aveva iniziato a tenere conferenze sul Nazionalismo, credeva anche che la vecchia stirpe di americani di discendenza coloniale britannica stesse cedendo la nazione agli immigrati, i quali, a suo parere, affievolivano la purezza riproduttiva della nazione. Quando, durante un viaggio a Londra in occasione del congresso quinquennale dell'International Council of Women (26 giugno-5 luglio 1899), le fu chiesto un parere a tal proposito, rispose con una nota battuta: “I am an Anglo-Saxon before everything" ("Sono un’anglosassone prima di tutto"). Questo suo vanto anglosassone, tuttavia, dimostrava come Gilman avesse una visione di "sorellanza" più ristretta rispetto al proposito del congresso stesso, istituito allo scopo di abolire non solo le discriminazioni sessuali e di genere, ma anche quelle razziali, confessionali e di classe. Le sue visioni contrastanti su "razza" ed appartenenza etnica influenzarono le sue posizioni sul suffragio: nel tentativo di guadagnare voti per tutte le donne, alla convention nazionale dell’American Women’s Suffrage Association che ebbe luogo nel 1903 a New Orleans, Charlotte fece sentire la propria voce contro i requisiti di alfabetizzazione per il diritto di voto. Studiosi interessati al razzismo e al nativismo nelle idee di Gilman, come Gail Bederman e Louise Newman, si focalizzano principalmente sui suoi testi non-narrativi al fine di spiegare l'ostilità e l'intolleranza razziale dell'autrice. Altri, rappresentanti di un ben più ampio gruppo femminista, si concentrano sulla sua narrativa, in particolare sul romanzo utopistico Herland (1915). Ann J. Lane, in particolare, giustificando le proprie scelte editoriali, sottolinea come, nonostante Gilman avesse dato voce ad opinioni razziste, scioviniste, ed antisemite, la decisione di escludere tali sezioni dal suo Charlotte Perkins Gilman Reader è motivata dalla volontà di ricordare e rievocare le sue idee di maggior valore che, per l'appunto, si trovano soprattutto nei testi narrativi dell'autrice.

## Ricezione critica
Inizialmente, La carta da parati gialla fu ricevuta con opinioni differenti. Una lettera anonima inviata al Boston Transcript recitava: "The story could hardly, it would seem, give pleasure to any reader, and to many whose lives have been touched through the dearest ties by this dread disease, it must bring the keenest pain. To others, whose lives have become a struggle against heredity of mental derangement, such literature contains deadly peril. Should such stories be allowed to pass without severest censure?" (“La storia, come sembra, potrebbe difficilmente piacere a tutti i lettori; e ai molti, le cui vite sono state toccate attraverso i legami più cari da questa paurosa malattia, deve provocare il più profondo dolore. Ad altri, le cui vite sono diventate una lotta contro l’ereditarietà dello squilibrio mentale, tale letteratura contiene un pericolo mortale. È giusto che queste storie passino senza la più severa censura?”). Recensori positivi, invece, descrivono la storia come toccante, perché, secondo loro, si tratta del più vivido e suggestivo racconto del motivo per cui le donne che vivono vite monotone sono soggette a malattie mentali.
Nonostante Gilman si fosse guadagnata una fama internazionale con la pubblicazione di Women and Economics nel 1898, sul finire della Prima Guerra Mondiale sembrava trovarsi in disaccordo con i tempi. Per esempio, nella sua autobiografia ammise che, mentre pensava che il suo His Religion and Hers (1923) fosse un libro utile ed opportuno per quell'epoca, d'altro canto temeva che i suoi punti di vista sulla questione sessuale non facessero appello al complesso freudiano del tempo, e che le persone non fossero soddisfatte da una presentazione della religione come aiuto per migliorare il mondo.
In Herland and Beyond, Ann J. Lane ricorda l'eredità lasciataci da Charlotte Perkins Gilman, sottolineando come questa autrice offrì prospettive sulle maggiori questioni di genere con cui noi ancora oggi lottiamo, e come delineò le origini della soggiogazione femminile e della lotta per guadagnare sia l’autonomia che l’intimità nelle relazioni umane. Gilman evidenziò il ruolo centrale del lavoro quale definizione di sé, inoltre trovò nuove strategie per crescere ed istruire le generazioni future alla creazione di un ambiente umano ed educativo.

## Opere
La lista di opere relative a Charlotte Perkins Gilman include:

### Collezioni di poesie
- In This Our World, Oakland: McCombs & Vaughn, 1893
- Suffrage Songs and Verses, New York: Charlton Co., 1911

Queste sono le uniche due collezioni di poesie che vennero pubblicate durante la vita dell'autrice. Altre poesie furono ristampate in appendice all'autobiografia The Living of Charlotte Perkins Gilman.

### Testi teatrali e dialoghi
Le opere teatrali di Gilman sono perlopiù inaccessibili. Alcune, tuttavia, vennero stampate o ristampate in The Forerunner.

### Testi narrativi
Gilman pubblicò 186 racconti in diverse riviste. Molti furono inclusi in The Forerunner, la maggior parte venne ignorata dalla critica.
- What Diantha Did, in The Forerunner, 1909–10
- The Crux, in The Forerunner, 1911
- Moving the Mountain, in The Forerunner, 1911
- Mag-Marjorie, in The Forerunner, 1912
- Won Over, in The Forerunner, 1913
- Benigna Machiavelli, in The Forerunner, 1914
- Herland, in The Forerunner, 1915
- With Her in Ourland, in The Forerunner, 1916
- Unpunished: A Mistery, a cura di Catherine J. Golden and Denise D. Knight, New York: Feminist Press, 1998 (pubblicazione postuma)

### Testi non narrativi
Gilman scrisse oltre un migliaio di testi non narrativi. La produzione calò nel 1930 e tra il 1933 e il 1934. Durante questi ultimi anni di vita, l'autrice non pubblicò lavori ad episodi e scrisse solo due poesie.
- Women and Economics: A Study of the Economic Relation Between Men and Women as a Factor in Social Evolution, Boston: Small, Maynard & Co., 1898
- Concerning Children, Boston: Small, Maynard & Co., 1900
- The Home: Its Work and Influence, New York: McClure, Phillips, & Co., 1903
- Human Work, New York: McClure, Phillips, & Co., 1904
- The Man-Made World; or, Our Androcentric Culture, New York: Charton Co., 1911
- Our Changing Morality, a cura di Freda Kirchway, NY: Boni, 1930, pp. 53–66
- His Religion and Hers: A Study of the Faith of Our Fathers and the Work of Our Mothers, NY, London: Century Co., 1923

Tra i testi non appartenenti al genere della narrativa, ve ne sono altri molto brevi o a puntate che offrono al lettore uno spaccato sulle diverse tematiche affrontate da Gilman.

### Auto-pubblicazioni
- The Forerunner, in sette volumi, 1909-16, Microfiche. NY: Greenwood, 1968

### Selezione di conferenze
Esistono 90 rapporti delle conferenze che Gilman tenne negli Stati Uniti e in Europa. Così come i testi brevi, anche questi resoconti offrono uno spaccato sui diversi temi a cui l'autrice si interessava.

### Diari e lettere
- A Journey from Within: The Love Letters of Charlotte Perkins Gilman, 1897–1900, a cura di Mary A. Hill, Lewisburg: Bucknill UP, 1995
- The Diaries of Charlotte Perkins Gilman, in due volumi, a cura di Denise D. Knight, Charlottesville: University Press of Virginia, 1994

### Autobiografia
- The Living of Charlotte Perkins Gilman: an Autobiography, NY, London: D. Appleton-Century Co., 1935

### Opere tradotte in italiano
- La carta gialla, a cura di Bibi Tommasi e Laura Mc Murphy, Milano: La tartaruga, 1976
- Terradilei, traduzione di Angela Campana, Milano: La tartaruga, 1980
- Racconti di silenzi e di anarchie, a cura di Marcella Romeo, Palermo: Quattrosoli, 2008
- La governante e altri problemi domestici, traduzione di Ilaria Police, Milano: Astoria, 2010
- Famiglie, matrimoni e figli: note sociologiche, traduzione di Raffaefe Rauty, a cura di Michael R. Hill, Calimera: Kurumuny, 2011
- La terra delle donne: Herland e altri racconti (1891-1816), a cura di Anna Scacchi, con una prefazione di Vittoria Franco, Roma: Donzelli, 2011
- La carta da parati gialla, traduzione di Cesare Ferrari, a cura di Franco Venturi, Milano: La vita felice, 2011 (Testo originale a fronte)
- The yellow wall paper = La carta da parati gialla, traduzione di Elisabetta Querci, Roma: la biblioteca di Repubblica-L'Espresso, 2013 (Testo originale a fronte. Allegato a una testata del Gruppo editoriale L'Espresso.)
- Muoviamo le montagne, traduzione di Beatrice Gnassi, Le plurali, 2021